# Deje
Deje – miejscowość (tätort) w Szwecji, w regionie administracyjnym (län) Värmland, w gminie Forshaga.
Według danych Szwedzkiego Urzędu Statystycznego liczba ludności wyniosła: 2702 (31 grudnia 2015), 2722 (31 grudnia 2018) i 2721 (31 grudnia 2019).